# Kotač
Kotač, točak ili kolo mehanička je naprava čijim se okretanjem omogućuje izvršenje nekog rada (pokretanje nekog tijela) uz primjenu manje sile. Tako je na primjer sila trenja (otpora gibanju) vozila pri kotrljanju (vozila s kotačima) znatno manja od sile trenja vozila koje kliže podlogom. Par ili niz kotača različita promjera, u međusobnom dodiru (zupčanici) ili posredno, preko remena (remenice) ili užeta (koloture), omogućuje prijenos sile u najpovoljnijem iznosu. Primijenjen kao zamašnjak, kotač svojom tromošću (moment tromosti) ujednačuje nejednolike pogonske sile, čime je rad stroja (na primjer parne lokomotive) ili uređaja (na primjer kolovrata) mirniji, a učinkovitost sustava povećana. Naziva se još i kolo, a osim s prijevoznim sredstvima (kolima), razvoj kotača povezan je i s iskorištenjem vodene energije (vodeničko kolo), te za obavljanje različitih poslova (na primjer lončarsko kolo). Svrstava se među takozvane jednostavne strojeve (uz polugu, klin i drugo), na načelima kojih počiva rad svih današnjih strojeva pa je time i jedan od najznačajnijih tehničkih izuma čovječanstva.
Kotač može biti jednostavan, u obliku kružne ploče, ili sastavljen od glavine, oglavlja i vijenca (obruča). U glavini se nalazi ležaj osovine (kotač se okreće neovisno o osovini) ili je osovina čvrsto usađena u glavinu (kotač se okreće zajedno s osovinom). Oglavlje spaja glavinu s vijencem, a može biti izrađeno kao ploča (puna ili olakšana otvorima), ili sastavljeno od nekoliko masivnih radijalnih krakova (žbice, ramena, paoci) ili od većega broja tankih žičanih žbica (na primjer kotač bicikla). Ondje se kotač sastoji samo od glavine na koju je nasađen vijenac pa nema oglavlja. Oblik vijenca ovisi o vrsti i namjeni kotača: na primjer, u običnih je kotača gladak, u zupčanika je nazubljen na obodu, automobilski kotač ima oblik žlijeba, u koji pristaje guma sa zračnicom ili bez nje, željeznički kotač ima vijenac za vođenje po tračnici, a brodski kotač, kakvim su se, primjerice, pokretali prvi parobrodi, opremljen je i pokretnim ili nepokretnim lopaticama. Kotač je najčešće od metala (čelik, sivi lijev, aluminij i drugo), izrađen lijevanjem, kovanjem ili zavarivanjem, a može biti i drven, obično s vijencem ojačanim čeličnim obručem (na primjer kotači zaprežnih vozila).

## Povijest
Razvoj kotača bio je polagan, ali stalan gotovo diljem svijeta. Njegov je preteča trupac, s pomoću kojega se podmetanjem i kotrljanjem ispod teških tereta olakšava njihovo pokretanje. Pojava kotača vezana je uz kola kao prijevozno sredstvo. Najstariji prikazi kotača pronađeni su među ostatcima središnjoazijskih kultura (Ur, oko 2700. pr. Kr.), puna su oblika i slični onima iz mlađega kamenog doba, nađenima u tresetištima sjeverne i zapadne Europe. Oko 1700. pr. Kr. taj se izum proširio do Kine i Egipta, a prvi kotači sa žbicama pojavljuju se na prikazima borbenih kola starih Rimljana (oko 300. pr. Kr.). Značajan korak u razvoju kotača bilo je uvođenje ojačanja vijenca metalnim prstenom (bronca, čelik), koji je povećao čvrstoću kotača i njegov otpor habanju. Prije europskih istraživanja na pacifičkim otocima kotač nije bio poznat; pretkolumbovske kulture Amerike poznavale su princip kotača, ali nisu nikada razvile njegovu primjenu. Za prijenos gibanja i sile u različitim napravama (vitlo, kolotur), kotač se rabi još od antike.
Ljubljanski drveni kotač je najstariji drveni kotač s osovinom na svijetu. Otkriven je 2002. prilikom provedbe projekta uzorkovanja drveta na lokaciji Stare gmajne pri Vrhniki, koji je vodio dr. Anton Veluščak (Slovenska akademija znanosti i umjetnosti). U jednom od drenažnih jarkova nalazila su se, uz brojne nalaze, dva drvena čamca i ostaci drvenog kotača, koji je bio zbog prethodnog produbljivanja jarka vrlo oštećen. Na mjestu nalaza jarak je proširen te je otkrivena i osovina, zbog koje se smatra da je kotač pripadao kolicima na dva kotača. Kotač je sastavljen od dvije jasenove ploče spojene hrastovim klinovima, a na sredini se nalazi pravokutno otvorenje (što pokazuje da se kotač okretao zajedno s osovinom). Promjer kotača iznosi 72 cm, a debljina 5 cm, dok je osovina bila duljine 124 cm. Kotač je datiran pomoću stratigrafskih podataka, dendrokronoloških istraživanja i ugljikom-14(laboratorij VERA u Beču). Dobivena starost iznosi 5150 godina.
Prijevoz je potpuno unaprijeđen uvođenjem kotača. Točno podrijetlo kotača nije poznato, ali nakon otprilike 3500. pr. Kr. nalazimo prikaze prijevoza pomoću kotača na keramici i drugim oblicima umjetnosti. Prvi su kotači bili načinjeni od drveta, uglavnom od tri povezana komada drveta. Činjenica da je isti oblik kotača korišten širom svijeta tijekom mnogih stoljeća ukazuje na to da se ta tehnika prenosila iz jednog izvora, vjerojatno iz drevne Mezopotamije. Kotač nije svuda koristan i njegova praktična uporaba jako ovisi o raspoloživosti dobrih cesta. Američki su narodi poznavali kotač (dječje igračke), ali zbog neravnosti terena i nedostatka velikih životinja za vuču nije imao praktičnu ulogu. U sjevernoj su Africi stoljećima mnogo prikladnije bile karavane deva nego kola s kotačima.

## Vanjske poveznice
- Kotač Hrvatska tehnička enciklopedija, portal hrvatske tehničke baštine. LZMK